# قهرمانی شطرنج بلیتز جهان

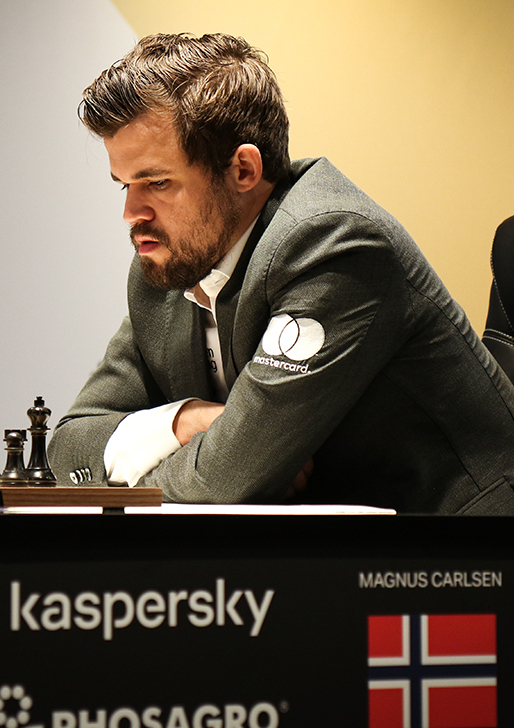
قهرمان فعلی بلیتز جهان، مگنوس کارلسن

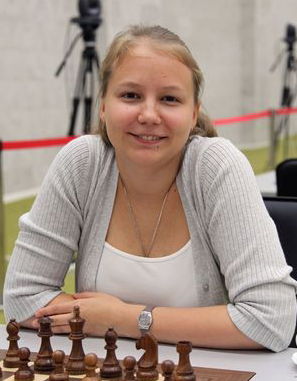
والنتینا گونینا، قهرمان فعلی بلیتز زنان جهان

مسابقات قهرمانی جهانی در شطرنج بلیتز یک تورنمنت شطرنج است که برای تعیین قهرمان جهان در شطرنج تحت کنترل زمان برق آسا (بلیتز) برگزار می‌شود. از سال ۲۰۱۲ میلادی، فیده یک تورنمنت مشترک سالانه شطرنج سریع و برق آسا برگزار کرد و آن را به عنوان مسابقات جهانی شطرنج سریع و بلیتز معرفی نمود. قهرمان فعلی بلیتز جهان، استاد بزرگ نروژی، مگنوس کارلسن، است. والنتینا گونینا از روسیه نیز قهرمان فعلی مسابقات برق آسای زنان جهان است. مگنوس کارلسن هفت بار برنده این مسابقات شده است و رکورددار این حوزه است.

## کنترل زمان
از اوایل دهه ۱۹۰۰ میلادی، باشگاه‌های شطرنج شروع به سازمان‌دهی مسابقاتی کردند که با کنترل زمان تند برگزار می‌شد. این بازی‌های اولیه معمولاً به هر بازیکن اجازه می‌دادند در یک بازه و محدودهٔ زمانی معین تعداد حرکت‌های خود را بازی کنند. یکی از اولین نمونه‌ها باشگاه شطرنج محلی در هاستینگز انگلستان بود، که پس از مسابقات قهرمانی شطرنج بریتانیا در سال ۱۹۰۴ برگزار شد، یک تورنمنت برق آسا بنا نهاد که در آن ۱۰ ثانیه برای هر حرکت در یک بازی مجاز بود. در سال ۱۹۵۰، کنترل‌های زمان به ۵ دقیقه برای هر بازیکن (اکنون ۳ دقیقه) تغییر کرده بود، از این رو نام آن «بازی ۵ دقیقه‌ای» نامیده می‌شد. اصطلاح «شطرنج برق آسا» تا دهه ۱۹۶۰ میلادی ابداع نشد.

## رویدادهای شناخته شده توسط فیده

### مسابقات قهرمانی بلیتز جهانی فیده (۲۰۰۶–۲۰۱۰)
اولین تورنمنت شطرنج برق آسا (بلیتز) که توسط فیده به عنوان «قهرمانی جهانی» شناخته شد، در ۶ سپتامبر ۲۰۰۶ در ریشون لتسیون اسرائیل برگزار شد. این تورنمنت که به صورت یک دوره ۱۶ نفره بود، هفت تن از بیست استاد بزرگ برتر جهان و همچنین مگنوس کارلسن جوان را دعوت کرده بود. پس از ۱۵ راند، الکساندر گریشوک و پیتر سویدلر با امتیاز ۱۵/۱۰ در صدر جدول قرار گرفتند. گریشوک متعاقباً در یک بازی آرماگدون سوییدلر را با مهره سیاه شکست داد و قهرمانی را به دست آورد. سال بعد، این مسابقات (که به عنوان جام جهانی بلیتز فیده شناخته شد) پس از مسابقات یادبود تال در مسکو، روسیه به عنوان یک راند ۲۰ نفره برگزار شد. پس از اینکه واسیل ایوانچوک، استاد بزرگ اوکراینی و ویسواناتان آناند، استاد بزرگ هندی، با امتیاز مساوی وارد دور نهایی شدند، ایوانچوک آناند را از موقعیت محروم شکست داد و با ۲۵٫۵ بر ۳۸ قهرمان مسابقات شد.
در سال ۲۰۰۸، مسابقات قهرمانی به سیستم مسابقات رفت و برگشت ۱۶ نفره بازگشت. علیرغم بازگشت دیرهنگام مدافع عنوان قهرمانی ایوانچوک، که در هفت راند از هشت دور پایانی پیروز شد، این تورنمنت با قهرمانی لینیز دومینگز، استاد بزرگ ۲۵ ساله از کوبا، به پایان رسید که با امتیاز ۱۱٫۵ پیروز شد. در سال ۲۰۰۹، مسابقات قهرمانی به مسکو بازگشت، جایی که فرمت یک بار دیگر به یک بازی رفت و برگشت ۲۲ نفره با کنترل زمان اصلاح شده ۳ دقیقه برای هر بازیکن به اضافه ۲ ثانیه افزایش یافت. این مسابقه با برتری مگنوس کارلسن، اعجوبه شطرنج جوان نروژی به پایان رسید، که با سه امتیاز اختلاف از میدان با امتیاز ۳۱ بر ۴۲ به پایان رسید.
سال ۲۰۱۰ دوباره در مسکو میزبانی شد، این مسابقات پنجمین بیلتز جهانی ۲۰۱۰ نام گرفت و بلافاصله پس از مسابقات یادبود تال برگزار شد. لوون آرونیان، استاد بزرگ ارمنی علیرغم شکست در هر دو بازی پایانی خود، توانست با امتیاز ۲۴٫۵ بر ۳۸ و نیم امتیاز بیش از تیمور راجابوف، عنوان قهرمانی را از آن خود کند. در نوامبر ۲۰۱۰، یک تورنمنت ۹ دوری سوئیس برای ۱۷ فوریه ۲۰۱۱ برنامه‌ریزی شد تا به عنوان یک رویداد مقدماتی برای مسابقات قهرمانی جهان رعدآسا ۲۰۱۱ برگزار شود. با این حال، پس از اینکه هیچ پیشنهادی برای این رویداد ارائه نشد، مسابقات در نهایت لغو شد.

### مسابقات جهانی شطرنج سریع و بلیتز (از سال ۲۰۱۲)
در ۳۱ می ۲۰۱۲، فیده افتتاحیه مسابقات جهانی سریع و بلیتز را اعلام کرد که قرار شد از ۱ تا ۱۱ ژوئیه در آستانه، قزاقستان برگزار شود. مسابقات ۲۰۱۲ شامل یک دور مقدماتی بود که به دنبال آن مسابقات سریع و برق آسا به‌طور متوالی طی پنج روز برگزار شدند. مسابقات قهرمانی در ابتدا به عنوان یک تورنمنت رفت و برگشت ۱۶ نفره طراحی شده بود که مصادف با اولین انتشار رتبه‌بندی سریع و بلیتز فیده در ژوئیه ۲۰۱۲ بود. ۹ بازیکن برتر لیست رده‌بندی فیده، لوون آرونیان مدافع عنوان قهرمانی، سه مدال آور مسابقات مقدماتی و سه نامزد وایلد کارت توسط کمیته سازمان و فیده دعوت شدند. این رویداد از آن زمان به یک تورنمنت سوئیسی با بیش از ۱۰۰ استاد بزرگ تغییر یافته است. به سه نفر برتر جدول رده‌بندی به ترتیب مدال‌های طلا، نقره و برنز تعلق می‌گیرد. مساوی‌شکن‌ها با میانگین امتیاز حریفان تعیین می‌شود.
مسابقات جهانی شطرنج سریع و بلیتز ۲۰۲۰ به دلیل همه‌گیری کووید-۱۹ به سال ۲۰۲۱ موکول شد. قرار شد در دسامبر ۲۰۲۱ در قزاقستان برگزار شود؛ با این حال، به دلیل قوانین جدید تحمیل شده توسط دولت قزاقستان، که بسیاری از شرکت کنندگان را ملزم به قرنطینه می‌کرد، این رویداد دوباره تعویق یافت و در ۸ دسامبر ۲۰۲۱ لغو شد. فیده در نظر داشت یا این رویداد را در سال ۲۰۲۲ در قزاقستان برگزار کند یا آن را به کشور میزبان دیگری منتقل کند. در ۱۰ دسامبر ۲۰۲۱، ورشو، لهستان به عنوان شهر میزبان جدید اعلام شد و مسابقات از ۲۵ تا ۳۰ دسامبر ۲۰۲۱ برگزار می‌شد.